# Madonna: The Celebration Tour
Tournées par Madonna
Madame X Tour
(2019-2020)
Madonna: The Celebration Tour est la douzième tournée de concerts de la chanteuse américaine Madonna, avec un nombre total de quatre-vingt-un concerts dans quatorze pays en Europe et en Amérique,,,. La tournée commence le 14 octobre 2023 à l'O2 Arena de Londres, au Royaume-Uni, pour se terminer le 4 mai 2024 sur la plage de Copacabana de Rio de Jaineiro, au Brésil. Première tournée rétrospective de Madonna, elle revient sur ses quarante ans de carrière.
La tournée est officiellement annoncée sur les réseaux sociaux le 17 janvier 2023 avec une vidéo promotionnelle de Madonna jouant à « Action ou vérité ? » avec Diplo, Judd Apatow, Jack Black, Lil Wayne, Bob the Drag Queen, Kate Berlant, Larry Owens, Megan Stalter, Eric André et Amy Schumer. La pré-vente des billets a lieu le 19 janvier à 10h par Live Nation avant le début de la vente publique via Ticketmaster le lendemain.

## Contexte
Les premières rumeurs d'une tournée de Madonna pour l'année 2023 apparaissent après la sortie de son album de remixes Finally Enough Love: 50 Number Ones ; dans une vidéo YouTube pour la promotion de l'album, lorsqu'on lui parle d'une potentielle tournée de ses plus grands tubes, elle répond avec sarcasme : « Vous voulez que je fasse une tournée ? »
Le 4 janvier 2023, le magazine britannique The Sun écrit sur une potentielle tournée rétrospective de la carrière de Madonna, quarante ans après la sortie de son premier album en 1983. Les rumeurs s'intensifient après la disparition des posts Instagram de la chanteuse le 10 janvier 2023. Le lendemain, la tournée est officiellement annoncée sur son site officiel et sur les réseaux sociaux, : « J'ai hâte d'explorer autant de chansons que possible, dans l'espoir de donner à mes fans le concert qu'ils ont toujours attendu. » Le 24 janvier 2023, Variety annonce que le développement et la production de la tournée retarde la sortie du biopic sur la chanteuse, qu'elle réalise et co-écrit.
Madonna: The Celebration Tour marque deux faits sans précédent dans la carrière de Madonna : il s'agit de sa première tournée non-promotionnelle et de sa première tournée rétrospective.

## Développement
Madonna demande directement à ses fans « sur quelles chansons ils aimeraient danser à son concert » pour bâtir sa setlist. Jess Cuevas, un artiste californien, est responsable de l'affiche promotionnelle de la tournée, tandis que le photographe portugais Ricardo Gomes est engagée comme directeur artistique des visuels de la tournée,. Stuart Price, ancien producteur de la chanteuse, dit à la BBC : « Un grand hit n'est pas forcément une chanson. Ça peut être une tenue, une vidéo, une phrase. Plusieurs chansons seront jouées en entier, d'autres seront interpolées dans d'autres chansons, et d'autres encore seront des ponts entre les actes. Madonna a la réputation d'être très précise et très préparée sur tous les fronts. Quand on voit une tournée de cette envergure, il y a tellement de parties, d'éléments, que tout doit être très bien ficelé... mais il y a une chose qui est toujours dynamique, et c'est Madonna elle-même. Sa personnalité et son interaction avec le public sont si fortes que cela crée des opportunités pour le spectacle de changer d'une nuit à l'autre. »

### Report
Fin juin 2023, Madonna annonce le report du lancement nord-américain de la tournée sur Instagram après son admission en unité de soins intensifs,. Lors de la première date de la tournée, elle se confesse sur ses problèmes de santé : « J'ai oublié cinq jours de ma vie, ou de ma mort. Si vous voulez connaître mon secret, et comment je m'en sors et je survis, je pense à mes enfants. Je dois survivre et être là pour eux. »

### Répétitions
Les répétitions de la tournée commencent en avril 2023 à New York. Début juin, les répétitions sont transférées au Nassau Veterans Memorial Coliseum de Uniondale, mais ne reprennent qu'en août après l'hospitalisation de Madonna. Au début du mois d'octobre, les répétitions sont transférées à la Manchester Arena, en Angleterre,.
Pour la direction artistique de la chorégraphie de la tournée, Madonna engage la troupe marseillaise (La)Horde, ainsi que Travis Payne, Sidi Larbi Cherkaoui, Damien Jalet et Nicolas Huchard.

## Production
Madonna engage Lewis James et Jamie comme directeurs artistiques de la tournée : « Madonna est extrêmement impliquée dans le processus, ce qui est incroyable. elle a beaucoup de conviction dans ses idées, et elle sait ce qu'elle veut. » L'équipe de la tournée comprend vingt-cinq artistes sur scène, dont plusieurs des enfants de la chanteuse, et cent soixante-quinze autres membres, dont vingt-cinq uniquement pour le département costumes,.

### Scénographie et lumières
La construction scénographique fait écho à celle des MTV Video Music Awards de 1984 et au quartier de Manhattan, où Madonna commence sa carrière. Il s'agit d'une scène circulaire à trois étages complétée d'un podium de 230 mètres de long et d'une horloge pour symboliser le temps,. Avec une scénographie de 4 400 m², il s'agit de la plus grande scénographie créée pour Madonna.
L'équipement de la production pèse quatre-vingt tonnes et est composée de six cents projecteurs asservis pour la scène et quatorze projecteurs pour la chanteuse, ainsi que 3 600 m² de LED pour compléter l'imagerie du spectacle.
La scène est également équipée d'une plateforme lumineuse circulaire conçue pour faire office de machine à voyager dans le temps, de laquelle Madonna est érigée à neuf mètres du sol et qui bouge à quatre mètres par seconde,. D'autres éléments de décor incluent une boule à facettes géante, un cube géant, un carrousel de vitraux orné de crucifix et plusieurs écrans rétractables,,,.

### Musiques
Bien que certains de ses enfants jouent de quelques instruments pendant le spectacle, la tournée ne s'entoure pas d'un groupe en direct, une première pour une tournée de Madonna. Selon Stuart Price, ce serait afin de « faire briller les productions originales », : « Il y a quelques séquences de spoken word dans le show, au cours desquelles nous utilisons les pistes originales. Le reste, c'est du direct. »
Madonna: The Celebration Tour étant une tournée rétrospective, c'est l'occasion pour Madonna d'y faire figurer des chansons qui n'avaient pas été utilisées depuis plusieurs années, comme Justify My Love, Bad Girl, Erotica, Rain (depuis 1993), Bedtime Story (depuis 1995), Nothing Really Matters (depuis 1999), Die Another Day, Mother and Father et Live to Tell (depuis les années 2000),.

### Costumes
Le duo Eyob Yohannes et Rita Melssen sont chargés des costumes de la tournée et créent, en collaboration proche avec Madonna, tous les costumes en hommage aux quarante ans de carrière de la chanteuse : « Nous voulions faire référence à tout ce qu'elle a fait, et créer quelque chose de nouveau à partir de cela. Nous avons crée un tout nouveau monde. Madonna est impliquée dans chacun des processus. Elle regarde tous les tissus, tous les dessins, tous les boutons. Les personnages et les vêtements qu'ils portent pour incarner leurs histoires lui importent vraiment. » La tournée inclut également notamment des tenues signées Miu Miu, Vetements, Donatella Versace et Jean-Paul Gaultier,,,. Quarante-cinq camions de la tournée sont dédiés aux costumes de la chanteuse et de ses danseurs.

## Performance commerciale
D'abord pensée comme une tournée de trente-cinq dates, de nombreuses dates sont ajoutées face à l'imposante demande deux jours seulement après la pré-vente, avec des deuxièmes représentations à Seattle, Chicago, Toronto, Montréal, Boston, Miami, Houston, Dallas, Austin, Los Angeles, San Francisco, Las Vegas et Londres et une troisième date à New York,,,.
Le jour de la vente générale, des secondes dates sont annoncées à Amsterdam, Anvers, Barcelone et Milan, avec une troisième date à Paris et deux nouvelles dates à Londres. Ce jour-là, les places s'écoulent en moins de quelques minutes autour du monde malgré le prix exorbitant de certaines places, obligeant l'équipe promotionnelle de Madonna à proposer encore plus de dates : finalement, six dates seront annoncées à Londres, New York et Los Angeles, quatre à Paris et Mexico, et des troisièmes et deuxièmes dates dans presque toutes les villes,,.

## Philanthropie et activisme
Madonna annonce une date de sa tournée à Nashville en réponse aux nombreuses lois anti-drag proposées aux États-Unis : l'artiste annonce donner une partie des recettes de cette date à des organisations pour les droits transgenres,. Cependant, la date est annulée lors du report des dates nord-américaines à la suite de l'hospitalisation de la chanteuse.
Début octobre 2023, Madonna s'associe avec Ministry of Tomorrow pour créer une édition limitée inédite de produits dérivés, dont l'entièreté des recettes est reversée à l'association de Madonna Raising Malawi et au Chema Vision Children's Center au Kenya,.
Lors de sa première date londonienne, la chanteuse aborde la guerre à Gaza depuis 2023 et l'invasion de l'Ukraine par la Russie,.
Madonna rend également hommage lors de son concert à la communauté LGBT et, le 1er décembre 2023, à l'occasion de la journée mondiale de lutte contre le SIDA, rend hommage aux victimes du SIDA,.

## Programme
Le programme suivant est celui du concert du 14 octobre 2023 à l'O2 Arena de Londres, au Royaume-Uni et peut ne pas représenter fidèlement l'entièreté des concerts de la tournée.

### Acte I
- It's a Celebration (introduction de Bob the Drag Queen ; comprend des extraits de Material Girl, Vogue, Express Yourself et Bitch I'm Madonna)
- Nothing Really Matters
- Everybody (comprend des extraits de Where's The Party)
- Into the Hollywood Groove
- Burning Up
- Open Your Heart
- Holiday (comprend des extraits de I Want Your Love)
- In This Life (intermission)
- Live to Tell
- Like a Prayer (comprend des extraits de Girl Gone Wild, Act of Contrition, Unholy et Let's Go Crazy)

### Acte II
- Blond Ambition (interlude ; comprend des extraits de Living for Love, Fever, Erotica et Justify My Love)
- Erotica (comprend des extraits de Final Demo 2 et Papa Don't Preach)
- Justify My Love
- Fever
- Hung Up (comprend des extraits de Hung Up on Tokischa et Gangsta)
- Bad Girl
- Ballroom (interlude ; comprend des extraits de Up Down Suite, Break My Soul (The Queens Remix) et Vogue)
- Vogue
- Human Nature
- Crazy for You

### Acte III
- The Beast Within
- Die Another Day
- Don't Tell Me
- Mother and Father
- I Will Survive
- La Isla Bonita
- Don't Cry for Me Argentina
- I Don't Search I Find (intermission)

### Acte IV
- Bedtime Story
- Ray of Light (Sasha Ultra Violet Mix)
- Rain
- Like a Virgin (interlude ; comprend des extraits de Billie Jean, The Way You Make Me Feel et Angel)

### Acte V
- Bitch I'm Madonna
- Celebration/Music